# Croix de Pen-er-Pont
La croix de Pen-er-Pont est une croix de chemin en granite située sur l'isthme de Locoal, à Locoal-Mendon, dans le Morbihan, en Bretagne.

## Description
La croix de Pen-er-Pont a été dressée près d'un vestige de la période féodale : la croix de Prostlom ou Men er Menah, qui a été christianisée au XIe siècle, comme l’attestent la croix et l’inscription gravée dans la pierre : Crux Prostlon.

## Protection
La croix de Pen-er-Pont a été inscrite aux monuments historiques le 28 mars 1935.